# رنا صدام حسين
رنا صدام حسين (1969-) هي الابنة الوسطى للرئيس العراقي الأسبق صدام حسين.

## حياتها
هي الابنة الثانية للرئيس صدام حسين من زوجته ساجدة خير الله وشقيقتها الكبرى رغد وشقيقتها الصغرى حلا.

### حياتها الأسرية
تزوجت في عام 1986 من صدام كامل المجيد شقيق حسين كامل المجيد زوج شقيقتها الكبرى رغد. في عام 1995 هربت مع زوجها إلى الأردن، حيث عاشا هناك حتى 20 فبراير 1996.
عادت رنا وزوجها إلى العراق بعد تلقيهما تأكيدات من صدام حسين بالعفو عن زوجها وشقيقه حسين كامل المجيد. إلا أنه قد تم قتله بعد عودته إلى العراق. رنا وصدام كامل لديهم أربعة أولاد هم: أحمد وسعد وحسين وأختهم اسمها نبع.

### الحرب على العراق إنتقالها إلى الأردن
إنتقلت مع شقيقتها رغد صدام حسين وأطفالهن التسعة للإقامة في الأردن في قصر الملك الأردني السابق الحسين بن طلال والد الملك عبد الله الثاني منذ لجوئهن السياسي في العام 31 يوليو 2003م إبان سقوط العراق بيد الأمريكان.ً